# Райнгард Лаук
Райнгард Лаук (нім. Reinhard Lauck, 12 вересня 1946, Зілов — 22 жовтня 1997, Берлін) — східнонімецький футболіст, що грав на позиції півзахисника.
Виступав, зокрема, за берлінські клуби «Уніон» та «Динамо», а також національну збірну НДР. У складі збірної — олімпійський чемпіон.

## Клубна кар'єра
Народився 12 вересня 1946 року в місті Зілов (нині в межах міста Котбус). Вихованець юнацьких команд футбольних клубів «Зілов», «Форвертс» (Котбус) та «Котбус». У складі останнього Лаук дебютував на дорослому рівні у сезоні 1965/66, взявши участь у 19 матчах другого дивізіону чемпіонату НДР.
У травні 1966 року Лаука забрали в армію, і він проходив військову службу виступаючи за армійську команду «Форвертс» (Нойбранденбург) у другому дивізіоні НДР. У листопаді 1967 року Лаук повернувся в Котбус, де незадовго до цього була створена команда «Енергі», в якій він і завершив сезон.
У 1968 році він поїхав до Берліна, ставши гравцем клубу «Уніон». За нову команду Лаук дебютував 9 червня у матчі фіналу Кубка НДР проти «Карл Цейс», в якому його команда сенсаційно перемогла 2:1, здобувши єдиний великий трофей для клубу на сьогоднішній день.
1973 року перейшов до клубу «Динамо» (Берлін), за який відіграв 8 сезонів і в статусі капітана тричі поспіль приводив до перемоги в національному чемпіонаті, вперше в історії цього клубу. Щоправда, в останньому з цих сезонів, 1980/81, Лаук не зміг зіграти жодної гри через травму коліна і 1981 року змушений був завершити кар'єру футболіста. Загалом за кар'єру він провів 256 ігор в Оберлізі та забив 46 голів

## Виступи за збірну
16 травня 1973 року дебютував в офіційних іграх у складі національної збірної НДР в товариському матчі проти Угорщини (2:1).
У складі збірної був учасником чемпіонату світу 1974 року у ФРН, на якому зіграв у трьох матчах, включаючи знаменитий матч зі збірної ФРН (1:0), а його команда не подолала другий груповий етап.
У 1976 році Лаук у складі олімпійської збірної поїхав в Монреаль на XXI літні Олімпійські ігри, на яких зіграв у всіх п'яти матчах своєї команди, яка стала чемпіоном завдяки перемозі у фіналі над збірною Польщі з рахунком 3:1, завоювавши перші і єдині у своїй історії золоті олімпійські медалі.
Загалом протягом кар'єри у національній команді, яка тривала 5 років, провів у її формі 30 матчів, забивши 3 голи.

## Подальше життя
Після завершення ігрової кар'єри він працював, серед іншого, слюсарем, будівельником та вантажником вугілля, і у нього виникли проблеми з алкоголем. У жовтні 1997 року його знайшли лежачим на берлінській вулиці з алкоголем у крові та важкими травмами голови. Після двох тижнів у комі, 22 жовтня 1997 року Рейнгард Лаук помер у віці лише 51 року.

## Титули і досягнення

### Командні
Збірна НДР
- Олімпійський чемпіон: 1976

«Динамо» (Берлін)
- Чемпіон НДР: 1979, 1980, 1981

«Уніон» (Берлін)
- Володар Кубка НДР: 1968